# HGTV
HGTV (abreviação de Home & Garden Television) é um rede de televisão por assinatura sediado nos Estados Unidos, que é de propriedade da Warner Bros. Discovery. A rede basicamente transmite programas como realitys relacionados à melhoria de casas e imóveis. Em fevereiro de 2015, aproximadamente 95.628.000 domicílios americanos (82,2% dos domicílios com televisão) recebem a HGTV. Em 2016, a HGTV ultrapassou a CNN como o terceiro canal a cabo mais assistido nos Estados Unidos, atrás da Fox News e da ESPN. No Brasil o canal foi lançado primeiramente no dia 26 de março de 2019, porém entrou em operação na Oi TV no dia 10 de junho.

## História
Kenneth W. Lowe (então executivo de rádio da EW Scripps Company e posteriormente CEO da Scripps Networks Interactive) imaginou o conceito da HGTV em 1992. Com o apoio financeiro modesto do conselho corporativo da EW Scripps, ele comprou a Cinetel, uma pequena produtora de vídeo em Knoxville, como base e centro de produção do novo canal. Lowe co-fundou o canal com Susan Packard.
A Cinetel tornou-se Scripps Productions, mas descobriu produzir mais de 30 programas simultaneamente assustadores. A organização trouxe o ex-executivo da CBS, Ed Spray, que implementou um sistema de produção (quase todas) de programação através de casas de produção independentes nos Estados Unidos.  Burton Jablin, como vice-presidente de programação, deu o tom e supervisionou a produção das primeiras séries. Cerca de 90% da programação do canal consistia em produções originais no lançamento, com dez por cento licenciadas e reexecutadas de canais canadenses, PBS e outras fontes.
Usando as franquias de cabo locais da Scripps (desde que desinvestidas), a Comissão Federal de Comunicações "must-carry" provisões de estações de televisão de médio porte da Scripps e outras pequenas operadoras de televisão para ganhar transporte a cabo, o canal lançado em 1 de dezembro de 1994. Os principais temas de programação, inalterados desde o início, foram a construção de casas e reformas, paisagismo e jardinagem, decoração e design, artesanato e hobbies.

Logotipo da HGTV usado de 1 de dezembro de 1994 a 1 de março de 2010.

Durante o seu desenvolvimento, o canal foi originalmente chamado de Home, Lawn and Garden Channel. O nome foi mais tarde encurtado e um logotipo foi desenvolvido. O logotipo foi alterado em 2010, com essa versão estreando em 1.º de março daquele ano. O quadrado com o "G" nele foi removido, o telhado foi aumentado em tamanho e as letras "HGTV" agora são colocadas em Gotham Black (da mistura original de Futura e Times New Roman), com as outras fontes de Gotham sendo usadas em torno do canal. O canal estreou com uma equipe de esqueletos, mas com aceitação gradual por outras operadoras de cabo, agora chega a 94 milhões de residências nos Estados Unidos e possui canais parceiras, ou interesses de canal, no Canadá, no Japão e em outros lugares. Agora é referido simplesmente como "HGTV"; o nome completo do canal não é enfatizado.
Em julho de 2008, a E.W. Scripps Company separou o canal e os outros canais a cabo da Scripps e propriedades baseadas na web em uma empresa separada, a Scripps Networks Interactive; As emissoras de televisão e jornais da E.W. Scripps permanecem como parte da empresa original.
Em dezembro de 2011, o canal começou a transmitir toda a sua programação no formato 16:9 em seu canal principal de definição padrão. Isso resulta na aparência de barras pretas na parte superior e inferior da tela em televisões de proporção 4:3; seu canal de alta definição exibe a programação do canal em sua proporção nativa.
O canal chegou no Brasil em 2019. Substituindo o Discovery Civilization

## Programação

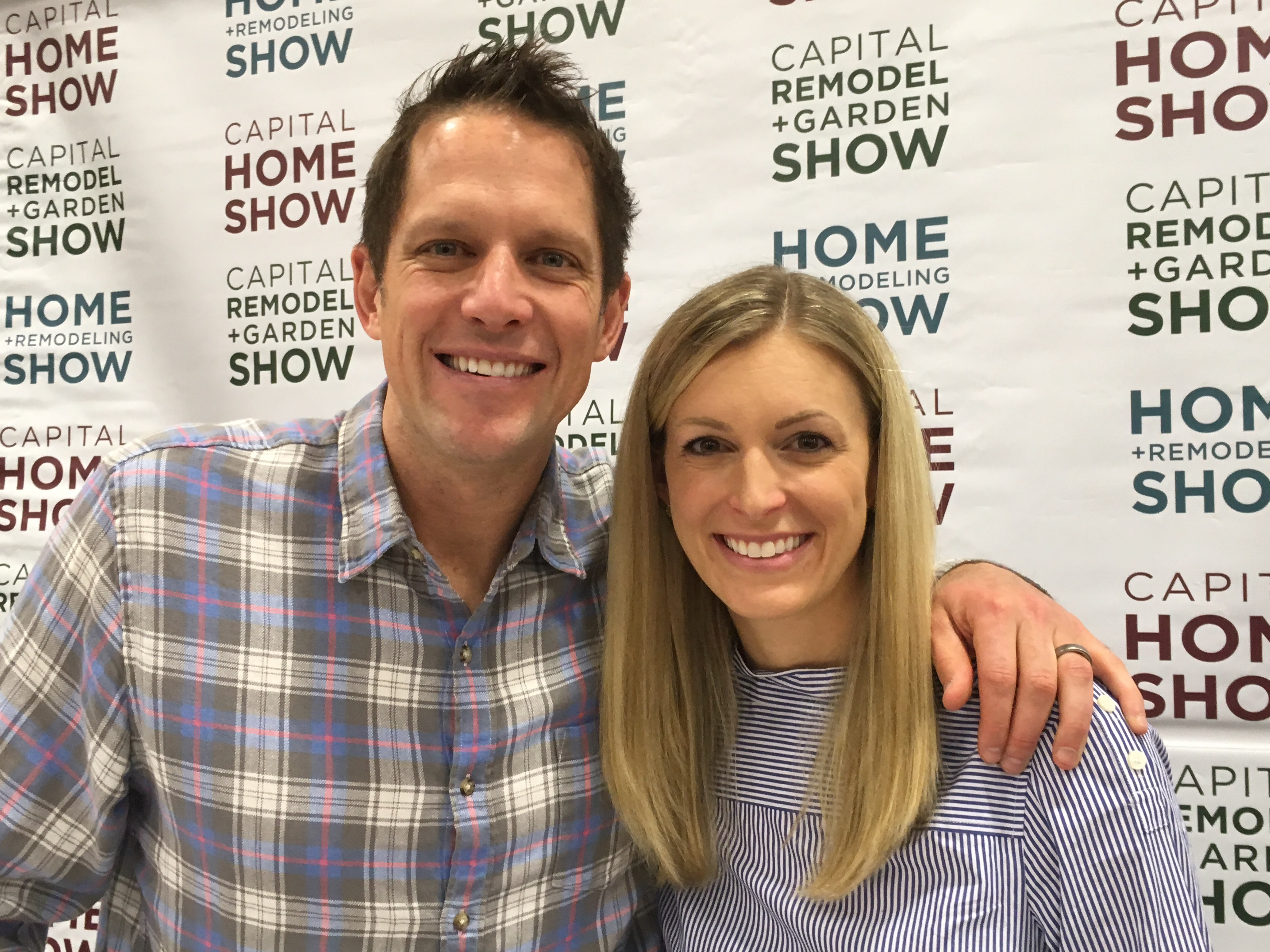
Nos dias 23–25 de fevereiro de 2018, Capital Remodel e Garden Show no Dulles Expo Center, (esquerda para direita) Chris Lambton e Peyton Lambton

A programação atual da HGTV se concentra principalmente em compra de casa, renovação e reality shows após o negócio de inversão de casa. Ken Lowe, CEO da SNI, afirmou que a estratégia de programação "Não vamos surpreendê-lo. Não vamos jogar uma bola curva. Não é fácil criar conteúdo que as pessoas sejam apaixonadas e um pouco dependentes disso é um pouco repetitivo". A partir de 2016, a HGTV investiu pelo menos US$ 400 milhões anualmente na programação original.
Uma promoção anual realizada pelo canal é o HGTV Dream Home, um sorteio que premia uma casa sob medida como seu grande prêmio.

### Alta definição
O feed de transmissão simultânea de alta definição em 1080i da HGTV foi lançado em 31 de março de 2008. Originalmente, o canal HD não simulava o feed de definição padrão do HGTV. Em vez disso, o canal HD apresentava programação separada do canal padrão. O feed de definição padrão do canal começou a ter o formato 16:9 completo reduzido do feed HD em um formato letterbox no início de 2013.

## Controvérsias
Em 13 de junho de 2012, representantes da HGTV admitiram que as cenas apresentadas na série original House Hunters são na sua maioria recriações de eventos passados. Em muitos casos, a decisão final e a compra foram feitas antes das filmagens. Em alguns casos, as casas visitadas nem estavam no mercado.
Em maio de 2014, a HGTV decidiu não estrear a série Flip It Forward dos Irmãos Benham (que foi criada para o canal), devido a uma controvérsia sobre as crenças dos irmãos sobre homossexualidade e crenças pró-vida.